# Symmetrokarschia africana
Symmetrokarschia africana (Brunner von Wattenwyl, 1878) è un insetto ortottero della famiglia Tettigoniidae, diffuso in Africa centrale. È l'unica specie nota del genere Symmetrokarschia Massa, 2015.